# Diego Torres
Diego Antonio Caccia Torres (Buenos Aires, 9 de março de 1971) é um cantor e compositor argentino de música pop e rock. Também é ator, tendo atuado em filmes, programas de televisão e teatro. No Brasil, é mais conhecido pela canção "Que Será" incluída na trilha-sonora da telenovela Amor e Intrigas de 2007 da Rede Record. Filho da cantora e atriz argentina Lolita Torres (1930-2002).

## Biografia
Na adolescência teve uma banda musical La Marca, que acabou em 1991, na qual foi o seu começo musical. Em 1991 deu os seus primeiros passos na TV, protagonizando o programa “La Banda del Golden Rocket” que ficou no ar por 3 anos.

### Música
Em 1992, lançou o seu primeiro disco, chamado “Diego Torres”, e que foi produzido por Cachorro López e que vendeu 200.000 unidades impulsionados pelos hits “Estamos Juntos”, “Alguien La Vio Partir”, “Puedo Decir Que Sí”, entre outros.
Em 1994, lançou o seu segundo disco, chamado “Tratar De Estar Mejor” e que significou a sua consagração definitiva pela aceitação maciça do público. Nesta produção se combinam o reggae, a balada, o funk (“Deja De Pedir Perdón” e “San Salvador”). Com o tema homônimo e outras músicas do disco, fez de Diego Torres o artista argentino de maiores vendas e apresentações de 1994 e 1995, onde somente na Argentina, “Tratar ...” vendeu 430 000 cópias.
Uma grande turnê Latino-americana o lançou para fora das fronteiras de seu país, e em 1995 foi convidado para a ir à Espanha participar do disco em homenagem a Joan Manuel Serrat, cantando a música Penélope em “Serrat Eres Único”. Em 1996, lança o disco “Luna Nueva” que foi feito simultaneamente com sua primeira participação como protagonista no filme “La Furia”, que foi dirigido por Juan Bautista Stagnaro, onde foi o filme mais visto do ano na Argentina, com 1 300 000 espectadores. Em agosto de 1997, apresenta o Disco em 8 shows no Teatro Opera. Uma curiosidade a respeito de “Luna Nueva”: Há a música Oceano, que é a versão em espanhol da música Oceano do cantor Djavan.
Em 1999, lança o disco “Tal Cual Es” que foi outro sucesso, embora um pouco menor que os anteriores. A música principal do disco é “Que Será”. Novamente neste disco há uma versão espanhol de música brasileira, e neste caso é a música “Como Uma Onda” de Lulu Santos, que na versão em espanhol ganhou o título “Como una Ola”.

### Anos 2000
Em 2001, Diego lança o disco “Un Mundo Diferente”, que é considerado um disco de puro otimismo e o mesmo foi gravado em um período turbulento na Argentina, onde suas letras nos levam a crer em que pode melhorar. Exemplo máximo é a música “Color Esperanza” e também a música “Sueños”. Muito emotiva também é a música “A Través Del Tiempo”, que encerra o disco, e é dedicada a seu amigo Fernando Olmedo, falecido em um acidente de carro. Este cd teve uma versão em português chamado “Um Mundo Diferente” com algumas música em versão em português: Color Esperanza – Cor Da Esperança; Sueños – Sonhos No Vento; Que No Me Pierda – Que Eu Não Me Perca.
Em 2004, lança o disco MTV Unplugged, primeiro MTV Unplugged produzido pela MTV Latina, e que permitiu a Diego Torres expandir sua música. Entre os convidados para o acústico, está Julieta Venegas, Vicentico e La Chilinga. “Cantar Hasta Morir” é nome da principal e inédita música do disco.
Em 2006, lança o disco “Andando”, e como o anterior, está cheio de surpresas e de letras belas. Andando é a primeira música do disco homônimo e nas próprias palavras de Diego, o mesmo diz que gosta mais de observar do que ser observado e é isto que narra a música. “Hasta Cuando” nos mostra toda a dor que Diego segue tendo pelo falecimento de sua mãe. “Abriendo Caminos” é uma bela letra que nos oferece um dueto com o cantor dominicano Juan Luis Guerra. “Por La Escalera” é uma letra escrita por Joaquín Sabina e com música de Diego que se transformou em uma grande canção.
Entre 2008 e 2009, Diego está produzindo um novo disco e a produção está a cargo do reconhecido produtor peruano Gian Marco que já trabalhou com grandes artistas, como por exemplo Marc Anthony, Gloria Estefan, Obie Bermúdez, Alejandro Fernández e Paulina Rubio. Diego e Gian também estão a cargo da composição do tema principal do filme Ítalo-Peruano em 3D chamado “Delfin”. A música será interpretada por Diego.
No dia 4 de setembro de 2010, Diego Torres cantou ao lado da cantora brasileira Ivete Sangalo. O mega Show foi realizado em Nova Iorque na casa de show Madison Square Garden. Mais tarde, os cantores repetiram o dueto em "Creo En América", a canção oficial da Copa América 2011, realizada na Argentina.
Após isto, Diego dedicou-se a alguns papéis no cinema e na televisão até 2015, quando lançou "Buena Vida", seu mais recente trabalho.
Em 2016, foi indicado aos Grammy Latinos de Gravação do Ano por sua canção "Iguales" e Álbum do Ano e Melhor Álbum Vocal Pop Tradicional por seu álbum Buena Vida.

## Discografia
- Las Marcas (1991)
- Diego Torres (1992)
- Tratar de Estar Mejor (1994)
- Luna Nueva (1996)
- Tal Cual Es (1999)
- Un Mundo Diferente (2001)
- MTV Unplugged (2004)
- Andando (2006)
- Distinto (2010)
- Buena Vida (2015)

## Filmografia
- El Profesor Punk (1988)
- Una Sombra ya pronto serás (1994)
- La Furia (1997)
- La Venganza (1999)
- El Juego de Arcibel (2003)
- Extraños en la noche (2012)
- Casi leyendas (2017)

### Televisão
- Nosotros y los otros (1989)
- El gordo y el flaco (1991)
- La Banda del Golden Rocket (1991-1993)
- Los únicos (2011)
- Los Vecinos en Guerra (2013)

## Teatro
- Pajáros in the Nait (1990)
- El Zorro (1991)
- La Banda del Golden Rocket (1992)